# Lozio
Lozio – miejscowość i gmina we Włoszech, w regionie Lombardia, w prowincji Brescia.
Według danych na rok 2004 gminę zamieszkiwało 405 osób, 17,6 os./km².

## Bibliografia

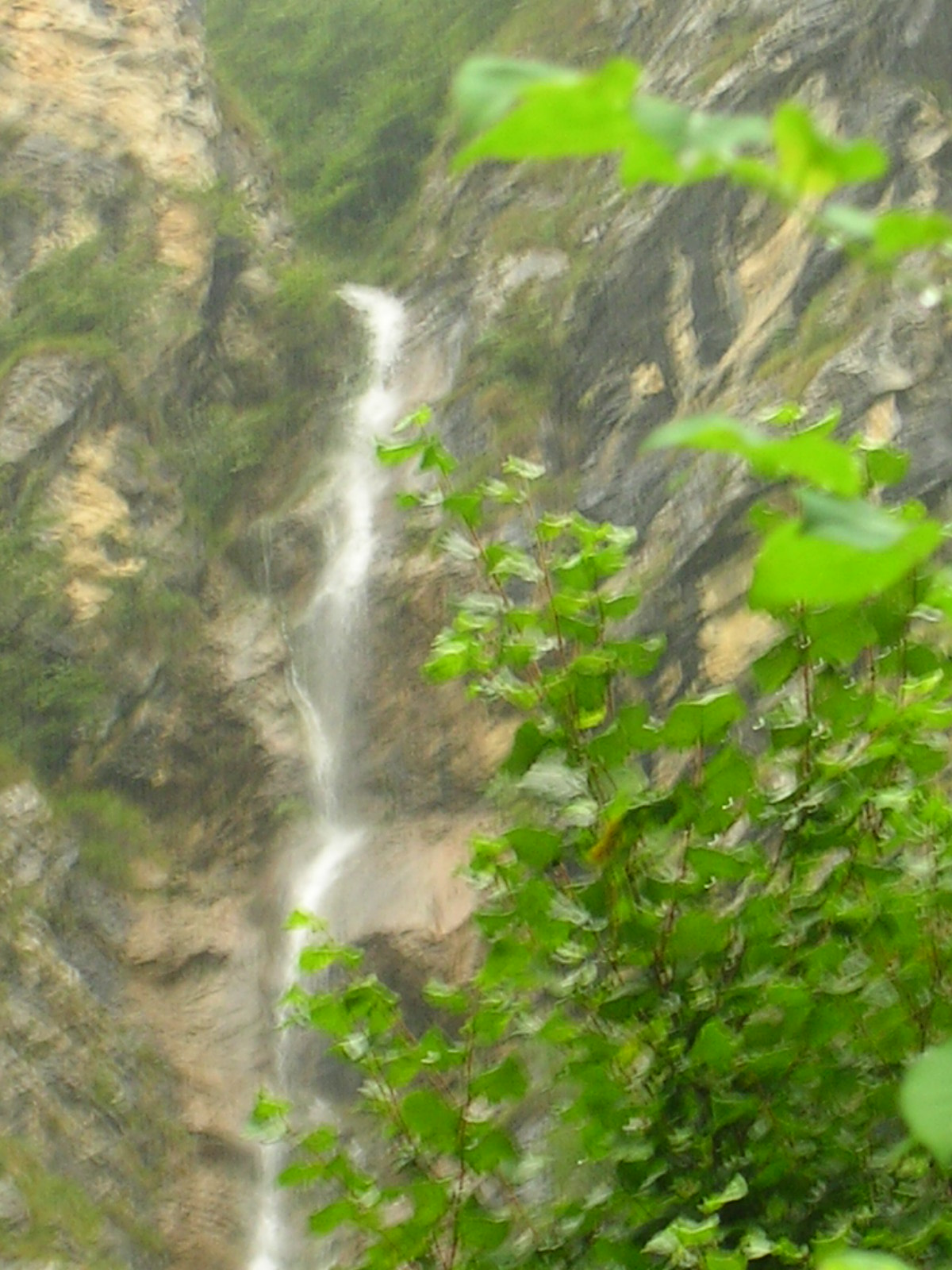
Wodospad w Lozio
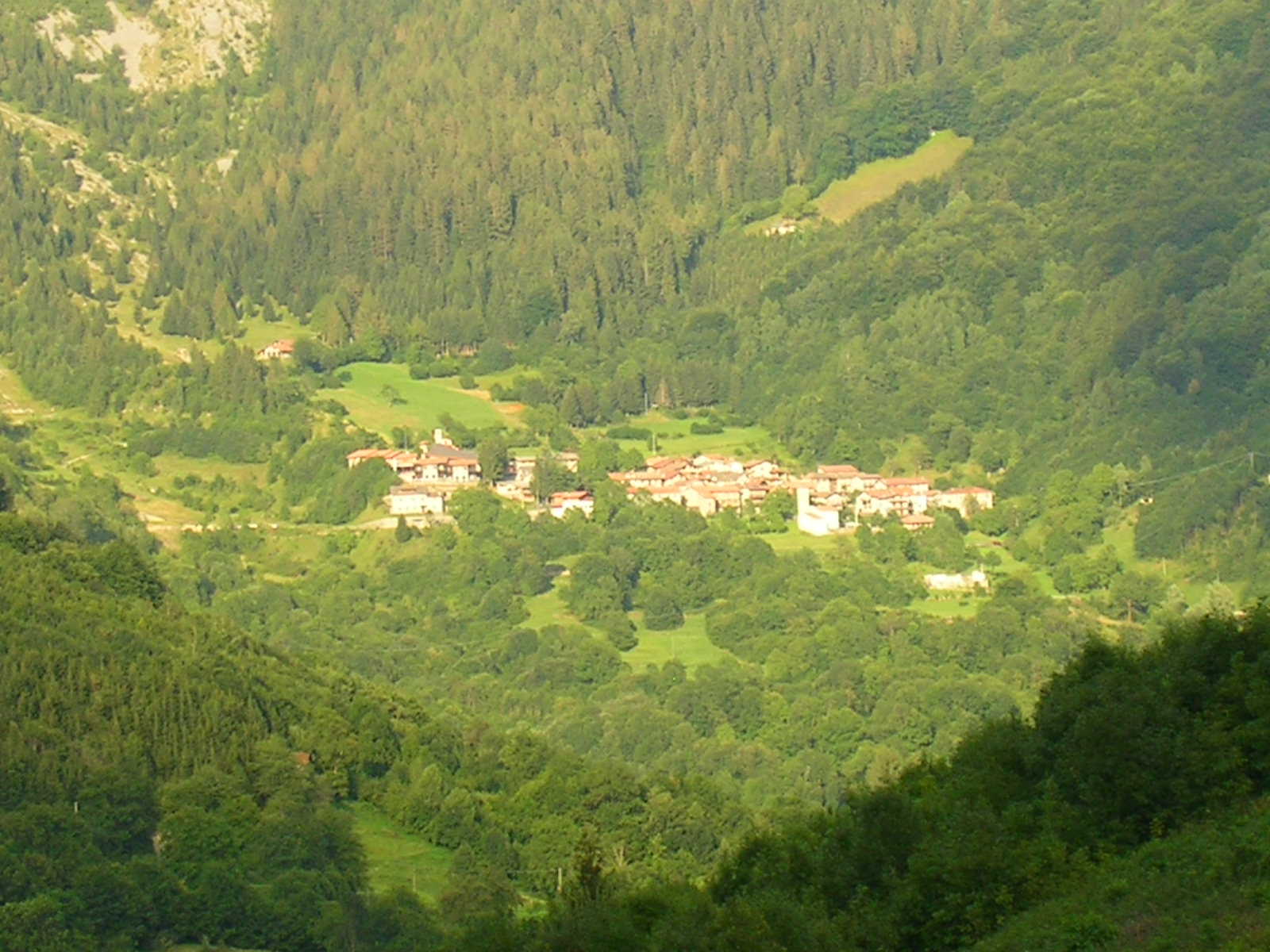
Widok z Lozio w kierunku Malegno
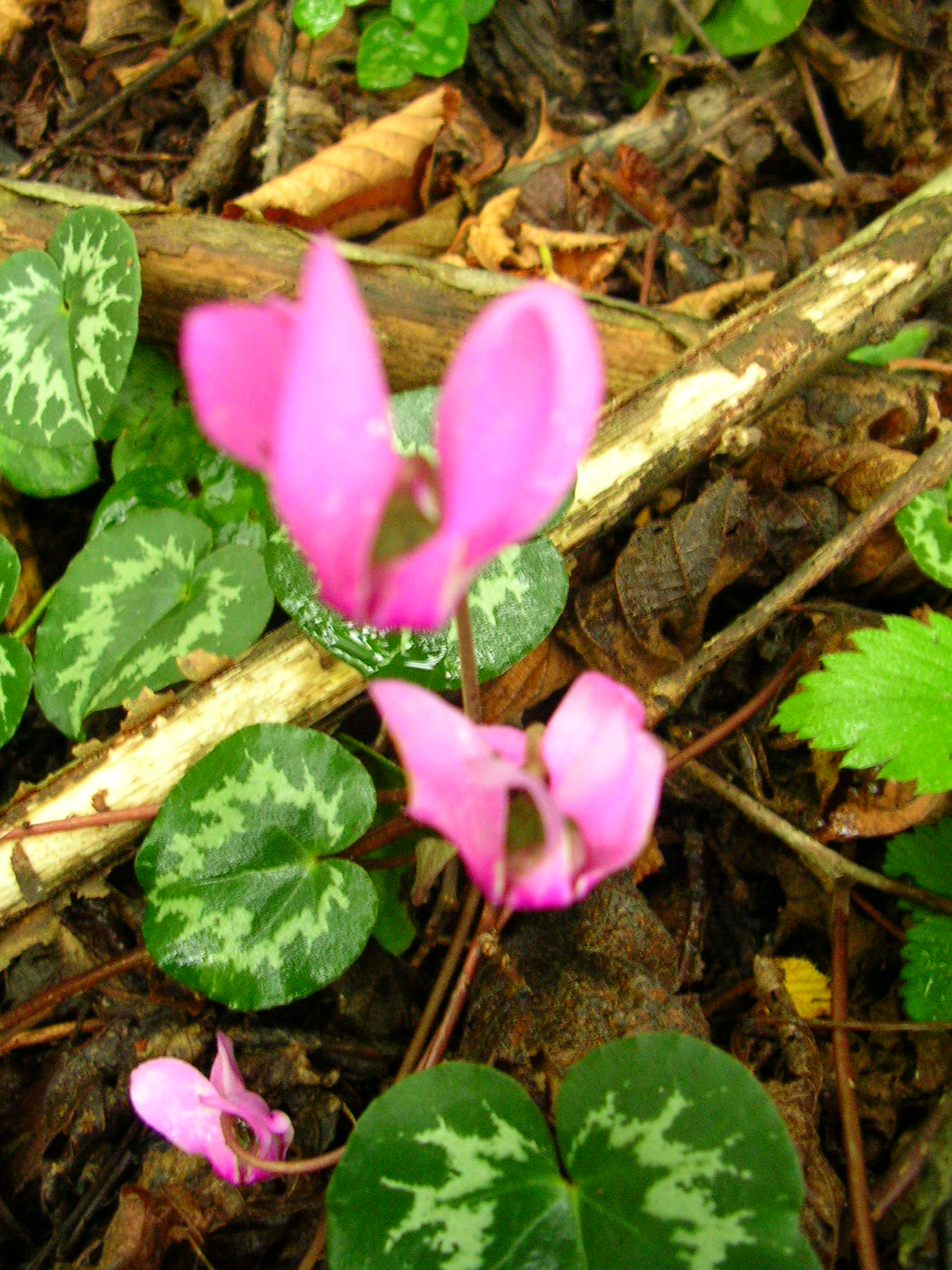
Fiołek alpejski w naturalnym środowisku
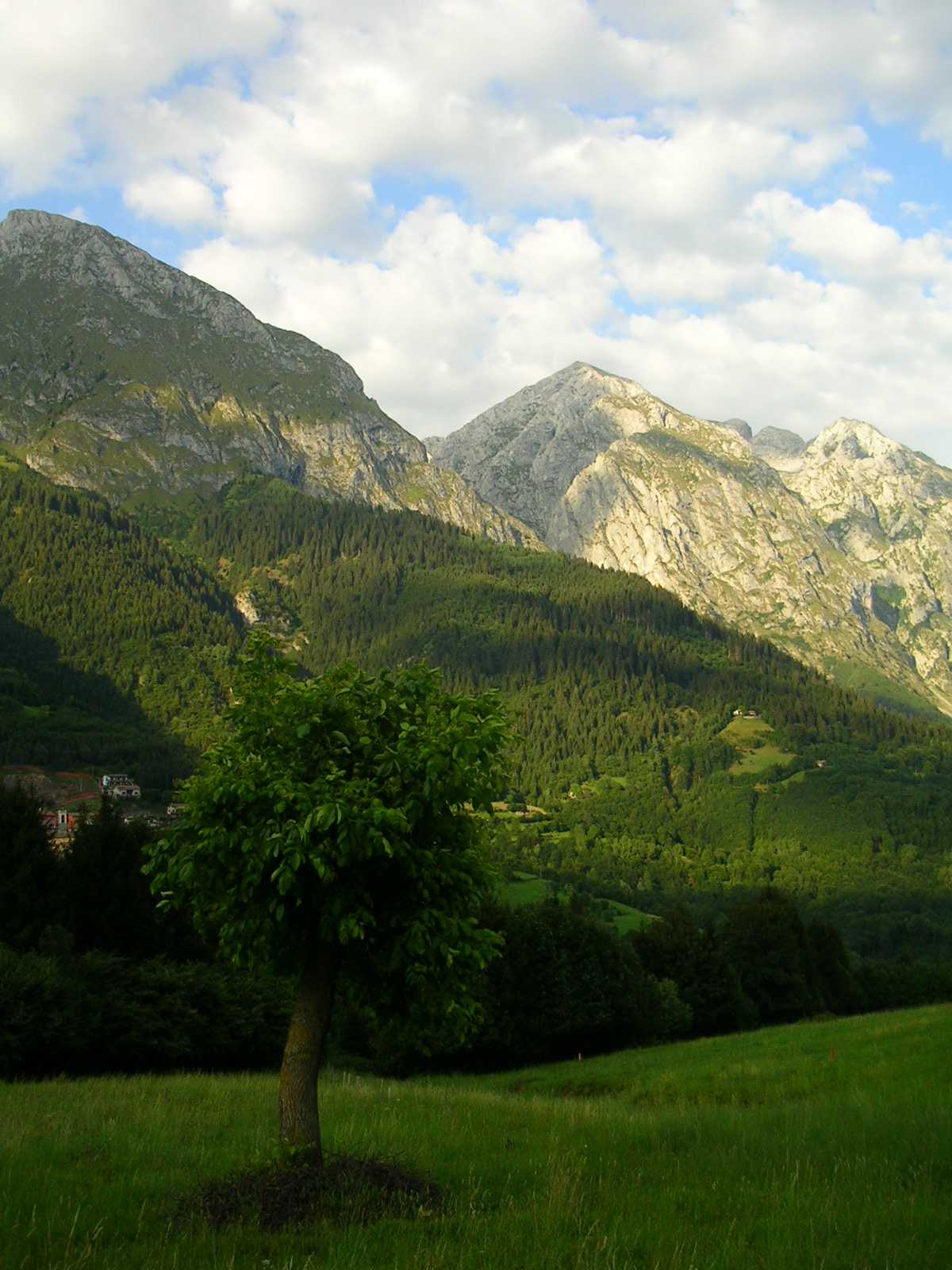
Widok z okolic miejscowości
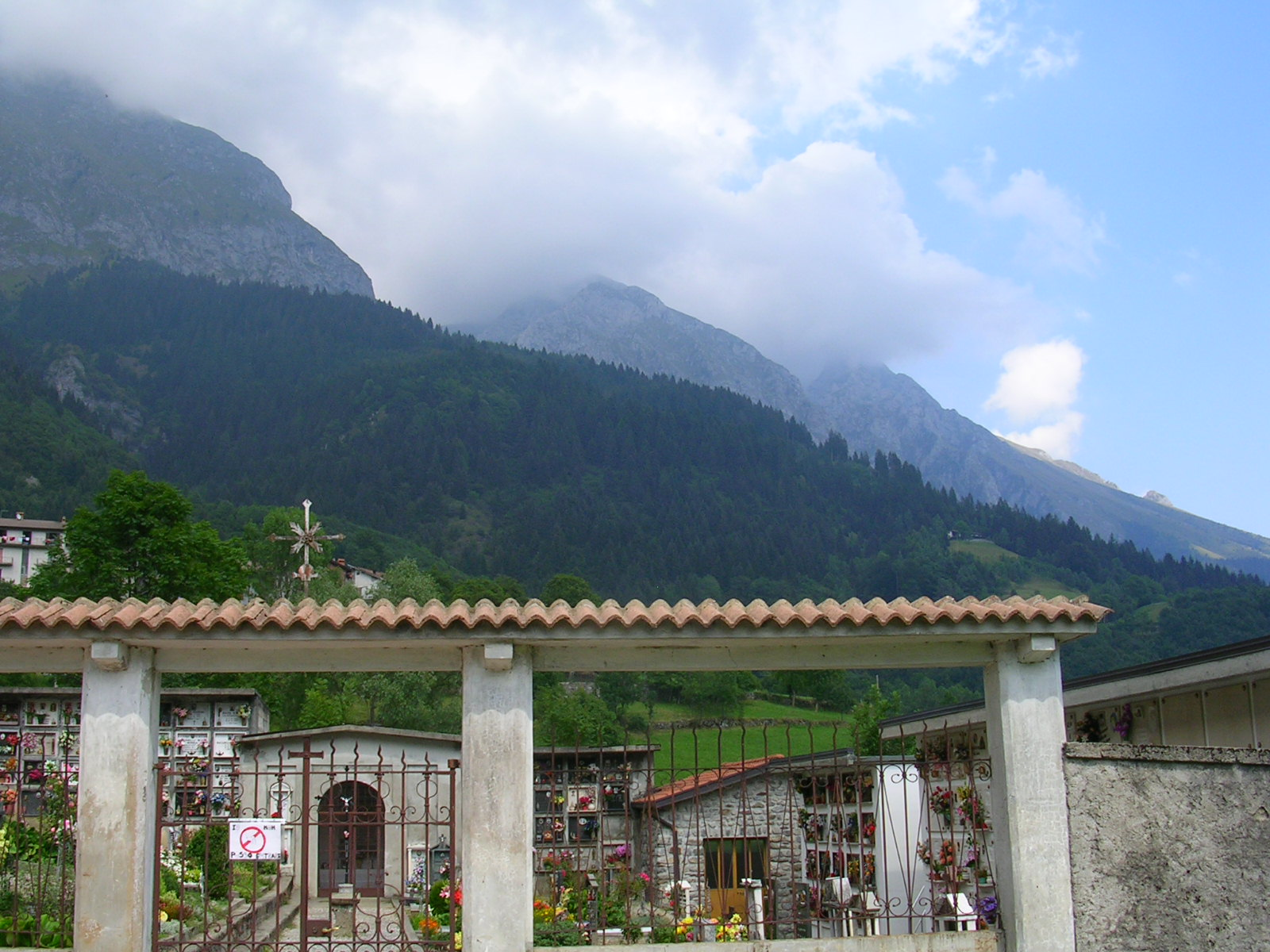
Cmentarz w Lozio